# Sagama
Sagama – miejscowość i gmina we Włoszech, w regionie Sardynia, w prowincji Nuoro.
Według danych na rok 2004 gminę zamieszkiwało 209 osób, 19 os./km². Graniczy z Flussio, Scano di Montiferro, Sindia, Suni i Tinnura.